# Walter Stucki

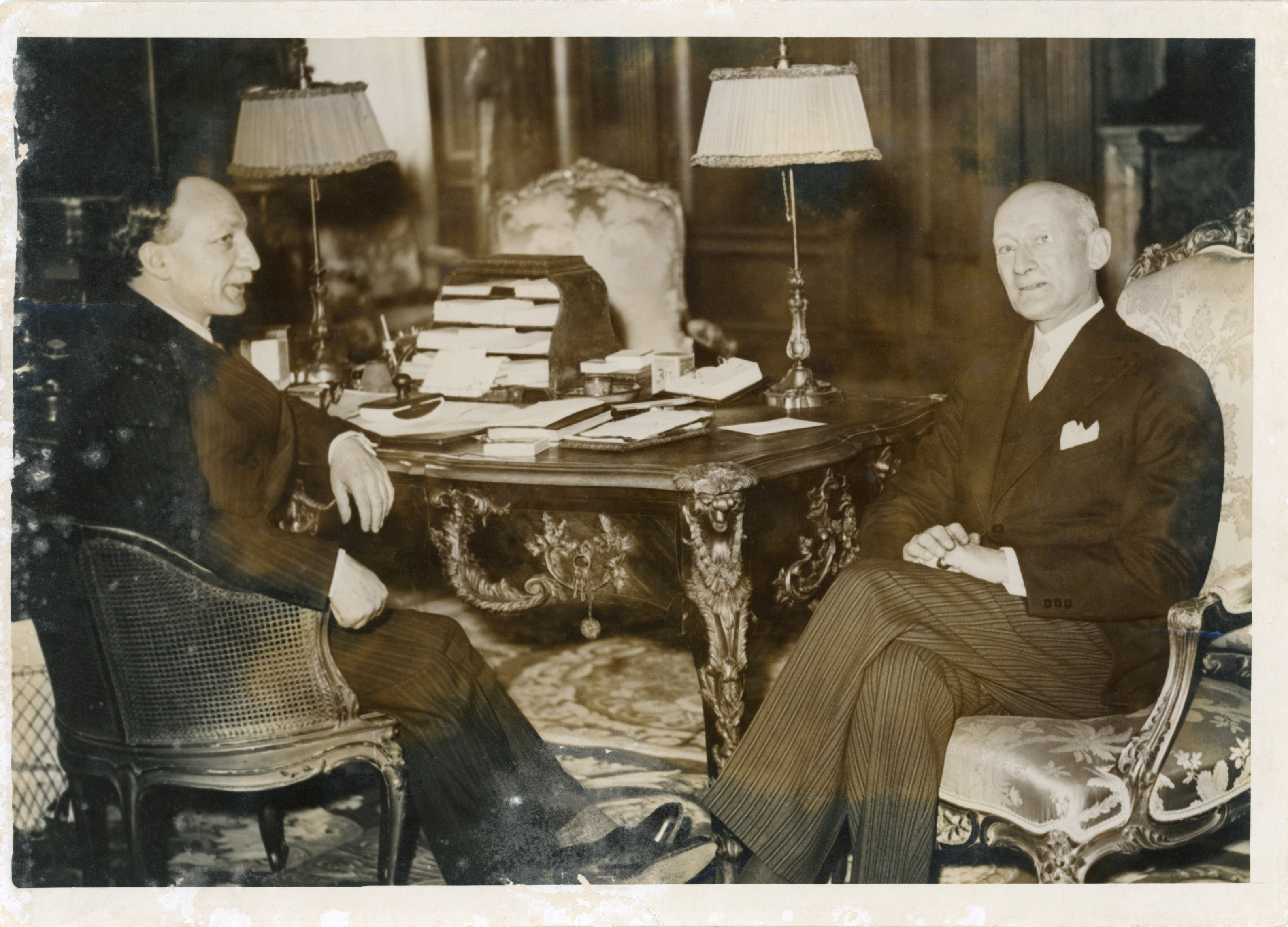
Am Nachmittag des 8. März 1938 trafen sich Minister Walter Stucki, Gesandter der Schweizerischen Eidgenossenschaft in Frankreich (rechts), und der französische Aussenminister Yvon Delbos (links) zu Gesprächen im Büro von Delbos im Aussenministerium. Eines der Gesprächsthemen war der bevorstehende Umzug der Schweizerischen Gesandtschaft in das Hôtel de Besenval.

Walter Otto Stucki (* 9. August 1888 in Bern; † 8. Oktober 1963 ebenda; heimatberechtigt in Konolfingen) war ein Schweizer Politiker (FDP) und Diplomat. Bekanntheit erlangte er vor allem durch sein Mitwirken an der unblutigen Befreiung der Stadt Vichy und der Festnahme des Staatschefs Vichy-Frankreichs Philippe Pétain sowie durch seine Verhandlungen beim Washingtoner Abkommen.
Das Attribut «gross», mit dem sein Name von Zeitgenossen versehen wurde («der grosse Stucki»), diente zur Unterscheidung von seinem Kollegen Carl Stucki («kleiner Stucki»).

## Leben

### Aufstieg und Vorkriegsjahre
Stucki studierte Rechtswissenschaften an der Universität Bern und erwarb das Fürsprecherpatent. In seiner Studienzeit wurde er Mitglied im Schweizerischen Zofingerverein. 1917 wurde er für zwei Jahre Generalsekretär des Eidgenössischen Volkswirtschaftsdepartementes (EVD). Von 1924 bis 1935 war er Chef der Verhandlungsdelegation für wirtschaftliche Fragen mit dem Ausland sowie 1925 Direktor der Handelsabteilung des EVD. 1933 wurde Stucki zum Minister ernannt und zwei Jahre später im Kanton Bern für die FDP in den Nationalrat gewählt. Gleichzeitig begann er als Delegierter des Bundesrates für Aussenhandel tätig zu werden.

### Zeit als Botschafter im besetzten Frankreich
Von 1938 bis 1944 war Stucki Schweizer Gesandter in Paris und später am Sitz des Vichy-Regimes in Vichy. Nach dem Fall der Dritten Republik im Juni 1940 zogen sich Stucki und ein grosser Teil der französischen Führungselite, unter ihnen auch der damalige Vizepremier Pétain, nach Vichy zurück. Von Vichy aus versorgte Stucki die Schweizer Behörden mittels eines geschmuggelten Kurzwellensenders mit Informationen. Am 19. August 1944 kam es aufgrund der Forderung von Cécil von Renthe-Fink nach der Festnahme Pétains beinahe zu einem deutschen Luft- und Artillerie-Angriff auf die Stadt Vichy, der dank eines beherzten Appells von Stucki an den deutschen Kommandanten General von Neuborn verhindert werden konnte. Pétain wurde nach Vermittlung Stuckis am 19. August kampflos festgenommen.
Nach dem Zusammenbruch des Pétain-Regimes reiste Stucki ins Zentralmassiv, um mit den vorrückenden Maquis der Résistance zu reden. Dank Stuckis Interventionen wurde Vichy beim Anmarsch der alliierten Streitkräfte von der Wehrmacht kampflos geräumt. Vergeltungsakte an der «kollaborierenden» Bevölkerung blieben fast vollständig aus. Am 24. April 1945 kam Pétain einen Tag in die Schweiz, da Charles de Gaulle mit dem Bundesrat über ein Exil Pétains in der Schweiz verhandelte. Stucki empfing Pétain dabei, wie der Historiker Jean-Yves Le Naour schreibt, «mit Schokolade».

### Nachkriegsjahre und Washingtoner Abkommen

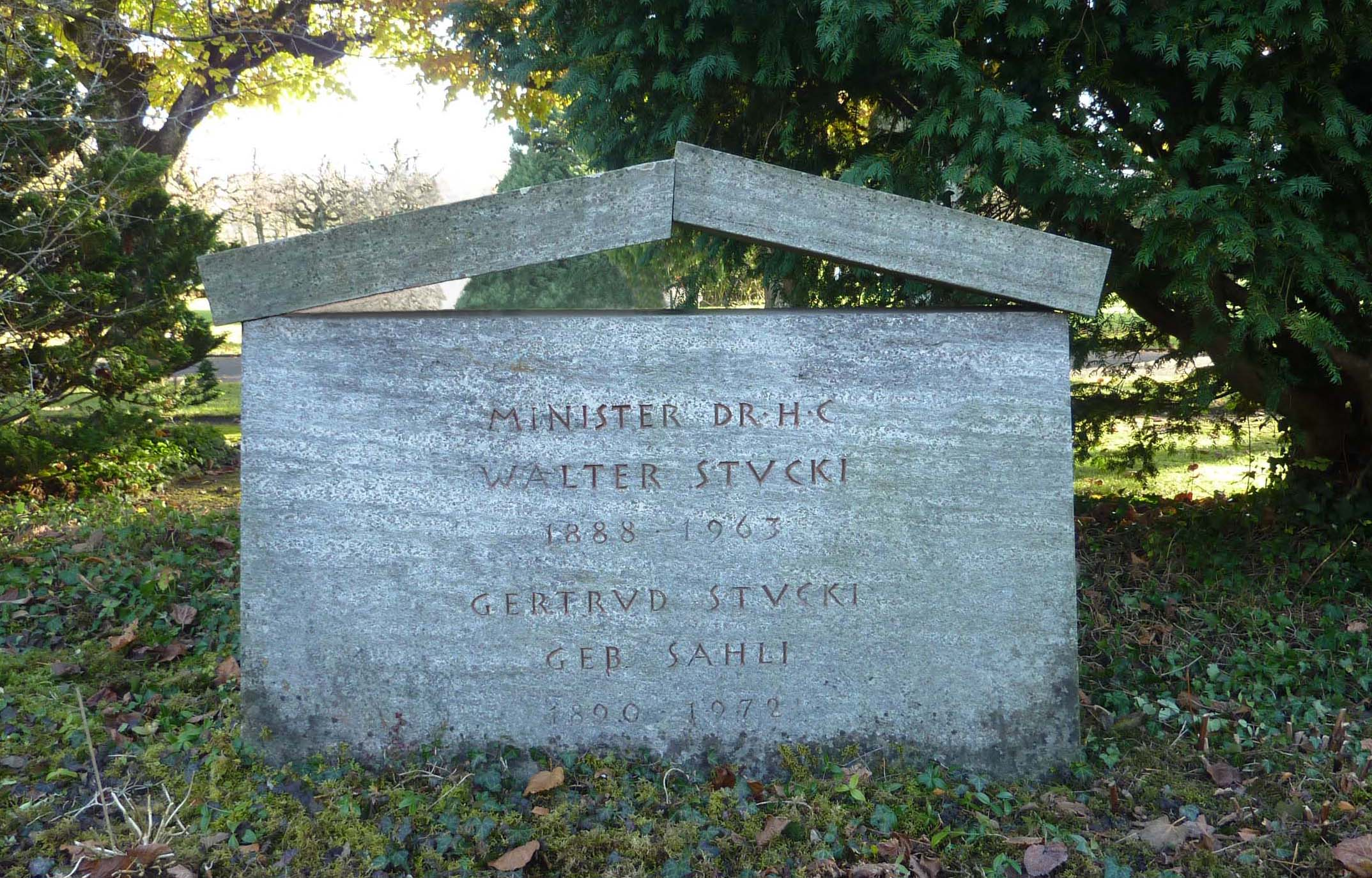
Grabmal Walter Stuckis auf dem Berner Bremgartenfriedhof

1945 wurde Stucki Chef der Abteilung für Auswärtiges des Politischen Departementes und der Kommission für schweizerisch-alliierte Verhandlungen. Im August 1945 vermittelte er die Kapitulation Japans.
Im Jahr danach war er als Delegierter des Bundesrates für Spezialmissionen tätig und leitete die Kommission für die schweizerisch-alliierten Verhandlungen von Washington. 1947 nahm er als Delegierter an der Havanna-Konferenz für Welthandel und Beschäftigung, 1952 an der Londoner Konferenz über die deutschen Schulden sowie über die schweizerischen Guthaben gegenüber dem ehemaligen Deutschen Reich teil.

## Schriften
- Von Pétain zur Vierten Republik. Verlag Herbert Lang & Cie, Bern 1947.